# Lista över medaljörer vid olympiska vinterspelen 1936
Detta är en lista över medaljörer i olympiska vinterspelen 1936. OS 1936 hölls i Garmisch-Partenkirchen, Tyskland. Det finns även en lista över den nationella och individuella medaljfördelningen vid olympiska vinterspelen 1936.

## Alpin skidåkning
| Gren                | Guld                     | Silver                       | Brons                      |
| Kombination, herrar | Franz Pfnür · Tyskland   | Gustav Lantschner · Tyskland | Émile Allais · Frankrike   |
| Kombination, damer  | Christl Cranz · Tyskland | Käthe Grasegger · Tyskland   | Laila Schou Nilsen · Norge |

## Bob
| Gren       | Guld                                                                      | Silver                                                                      | Brons                                                                          |
| Två-manna  | USA · Ivan Brown · Alan Washbond                                          | Schweiz · Fritz Feierabend · Joseph Beerli                                  | USA · Gilbert Colgate · Richard Lawrence                                       |
| Fyra-manna | Schweiz · Pierre Musy · Arnold Gartmann · Charles Bouvier · Joseph Beerli | Schweiz · Reto Capadrutt · Hans Aichele · Fritz Feierabend · Hans Bütikofer | Storbritannien · Frederick McEvoy · James Cardno · Guy Dugdale · Charles Green |

## Ishockey
| Guld: | Silver: | Brons |
| StorbritannienJames Foster Carl Erhardt Gordon Dailley Archibald Stinchcombe Edgar Brenchley John Coward James Chappell Alexander Archer Gerry Davey James Borland Robert Wyman Jack Kilpatrick Arthur Child | KanadaFrancis Moore Arthur Nash Herman Murray Walter Kitchen Raymond Milton David Neville Kenneth Farmer Hugh Farquharson Maxwell Deacon Alexander Sinclair Bill Thomson James Haggarty Ralph Saint-Germain | USAThomas Moone Francis Shaughnessy Philip LaBatte Frank Stubbs John Garrison Paul Rowe John Lax Gordon Smith Elbridge Ross Francis Spain August Kammer |

## Konståkning
| Gren      | Guld                                 | Silver                                | Brons                                   |
| Herrar    | Karl Schäfer · Österrike             | Ernst Baier · Tyskland                | Felix Kaspar · Österrike                |
| Damer     | Sonia Henie · Norge                  | Cecilia Colledge · Storbritannien     | Vivi-Anne Hultén · Sverige              |
| Paråkning | Maxi Herber · Ernst Baier · Tyskland | Ilse Pausin · Erik Pausin · Österrike | Emília Rotter · László Szollás · Ungern |

## Längdskidåkning
| Gren      | Guld                                                                    | Silver                                                                      | Brons                                                                  |
| 18 km     | Erik Larsson · Sverige                                                  | Oddbjørn Hagen · Norge                                                      | Pekka Niemi · Finland                                                  |
| 50 km     | Elis Wiklund · Sverige                                                  | Axel Wikström · Sverige                                                     | Nils-Joel Englund · Sverige                                            |
| 4 x 10 km | Finland · Sulo Nurmela · Klaes Karppinen · Matti Lähde · Kalle Jalkanen | Norge · Oddbjørn Hagen · Olaf Hoffsbakken · Sverre Brodahl · Bjarne Iversen | Sverige · John Berger · Erik Larsson · Arthur Häggblad · Martin Matsbo |

## Backhoppning
| Gren         | Guld                | Silver                  | Brons                   |
| Backhoppning | Birger Ruud · Norge | Sven Eriksson · Sverige | Reidar Andersen · Norge |

## Nordisk kombination
| Gren                | Guld                   | Silver                   | Brons                  |
| Nordisk kombination | Oddbjørn Hagen · Norge | Olaf Hoffsbakken · Norge | Sverre Brodahl · Norge |

## Skridsko
| Gren     | Guld                      | Silver                    | Brons                     |
| 500 m    | Ivar Ballangrud · Norge   | Georg Krog · Norge        | Leo Freisinger · USA      |
| 1 500 m  | Charles Mathiesen · Norge | Ivar Ballangrud · Norge   | Birger Wasenius · Finland |
| 5 000 m  | Ivar Ballangrud · Norge   | Birger Wasenius · Finland | Antero Ojala · Finland    |
| 10 000 m | Ivar Ballangrud · Norge   | Birger Wasenius · Finland | Max Stiepl · Österrike    |